# Districtul civil Cono, comitatul Buchanan, Iowa
Pentru alte utilizări ale celor două nume proprii, vedeți Cono (dezambiguizare) și Buchanan (dezambiguizare).
Districtul civil Cono, comitatul Buchanan, Iowa (în original Cono Township, Buchanan County) este unul din cele șaisprezece  districte civile (în original township) din comitatul Buchanan, statul Iowa, Statele Unite ale Americii.

## Districte topografice și districte civile
Utilizarea termenului de district topografic este făcută în sensul inițial topografic, un pătrat cu latura de exact 6 mile (circa 9.654 metri) și suprafața de exact 36 de mi2 (aproximativ 93,1997 km2). Majoritatea covârșitoare a districtelor civile ale statului Iowa au forma, latura și suprafața extrem de apropiate de forma și valorile districtelor topografice standard practicate atât în Canada cât și în Statele Unite ale Americii.

## Geografie
Buffalo Township acoperă o suprafață de circa 93,122 km2 (sau 35.97 mi2) , neavând așezăminte încorporate pe suprafața sa.

## Demografie
Conform datelor înregistrate de United States Census Bureau, Biroul de recensăminte al Statelor Unite ale Americii,  populația districtului fusese de 420 de locuitori la data efectuării recensământului din anul 2000.